# Super Collider
Super Collider — чотирнадцятий студійний альбом американського метал-гурту Megadeth, виданий у 2013 році на власному лейблі Дейва Мастейна Tradecraft після закінчення контракту із Roadrunner Records. Це останній альбом, в якому взяли участь Кріс Бродерік і Шон Дровер (у 2014 році вони залишили гурт).

## Про альбом
Super Collider був представлений у двох виданнях: стандартному і ексклюзивному, який містить 3 додаткові композиції: «All I Want», «A House Divided» та «Countdown to Extinction». Це перший альбом гурту після So Far, So Good… So What!, який містить кавер. Вокаліст гурту Disturbed Девід Дрейман взяв участь в записі пісень «Dance in the Rain» і «Forget To Remember». На передній стороні обкладинки зображено змінену фотографію частини Великого адронного колайдера, а на зворотній — маскот гурту Вік Раттлхед у вигляді робота на фоні зруйнованого міста.

## Список композицій
| #     | Назва                     | Автор слів         | Автор музики  | Тривалість |
| ----- | ------------------------- | ------------------ | ------------- | ---------- |
| 1.    | «Kingmaker»               |                    |               | 4:16       |
| 2.    | «Super Collider»          |                    |               | 4:11       |
| 3.    | «Burn!»                   |                    |               | 4:11       |
| 4.    | «Built for War»           |                    |               | 3:57       |
| 5.    | «Off the Edge»            |                    |               | 4:11       |
| 6.    | «Dance in the Rain»       |                    |               | 4:45       |
| 7.    | «Beginning of Sorrow»     | Ellefson, Mustaine |               | 3:51       |
| 8.    | «The Blackest Crow»       |                    |               | 4:27       |
| 9.    | «Forget to Remember»      |                    |               | 4:28       |
| 10.   | «Don't Turn Your Back...» |                    |               | 3:47       |
| 11.   | «Cold Sweat»              |                    | Lynott, Sykes | 3:10       |
| 45:14 |                           |                    |               |            |

| Додаткові композиції | Додаткові композиції      | Додаткові композиції |
| #                    | Назва                     | Тривалість           |
| -------------------- | ------------------------- | -------------------- |
| 12.                  | «All I Want»              | 2:53                 |
| 13.                  | «A House Divided»         | 4:04                 |
| 14.                  | «Countdown to Extinction» | 4:22                 |

## Позиції в чартах
| Чарт            | Позиція |
| --------------- | ------- |
| Австралія       | 28      |
| Австрія         | 26      |
| Бельгія         | 58      |
| Велика Британія | 22      |
| Данія           | 22      |
| Ірландія        | 76      |
| Італія          | 60      |
| Канада          | 4       |
| Нідерланди      | 36      |
| Німеччина       | 24      |
| Нова Зеландія   | 28      |
| Норвегія        | 7       |
| Польща          | 29      |
| США             | 6       |
| Угорщина        | 13      |
| Фінляндія       | 4       |
| Франція         | 43      |
| Швейцарія       | 21      |
| Швеція          | 15      |
| Японія          | 26      |